# José Batista
José Alberto Batista González (Colonia del Sacramento, 1962. március 6. – ) uruguayi válogatott labdarúgó.

## Pályafutása

### Klubcsapatban
1979 és 1983 között a Cerro játékosa volt. 1984 és 1985 között a Peñarolban játszott, melynek tagjaként 1985-ben bajnoki címet szerzett. 1984 és 1989 között Brazíliában a Palmeiras játékosa volt. 1985-ben Argentínába szerződött a Deportivo Español együtteséhez, ahol 1994-ig szerepelt. 1995-ben rövid ideig a Rampla Juniors labdarúgója volt. 1995 és 2000 között argentin csapatokban játszott.

### A válogatottban
1984 és 1993 között 14 alkalommal szerepelt az uruguayi válogatottban és 1 gólt szerzett. Részt vett és az 1986-os világbajnokságon, ahol az uruguayiak összes csoportmérkőzésén kezdőként lépett pályára. A Skócia elleni találkozón kiállították, így az Argentína elleni nyolcaddöntőben nem léphetett pályára.

## Sikerei
Peñarol
- Uruguayi bajnok (1): 1985